# بسامد پایه
بسامد پایه از مفاهیم آکوستیک است.

لرزش و موج‌های ایستا در یک سیم تار، بسامد پایه و ۶ فراهنگ (صدای فرعی) اول.

بسامد پایه صوت، پایین‌ترین صوت ایجاد شده توسط هر شخص و در واقع صوت تولید شده پیش از تشدید است که برحسب هرتز اندازه‌گیری می‌شود. بسامد پایه در مدت زمان تولید گفتار، الگوی آهنگ را تشکیل می‌دهد.
پارامترهای آکوستیکی مانند بسامد پایه و آشفتگی شدت (jitter) آشفتگی بسامد معمولاً برای ارزیابی غیرمستقیم عملکردهای فیزیولوژیک زیربنایی مکانیسم‌های صوتی به‌کار می‌روند.
میانگین بسامد پایه در طی گفتار محاوره‌ای در مردان میان ۱۰۰ تا ۱۵۰ هرتز و در زنان بین ۱۸۰ تا ۲۵۰ هرتز است.